# Tibouchina sellowiana
Tibouchina sellowiana là một loài thực vật có hoa trong họ Mua. Loài này được Cogn. miêu tả khoa học đầu tiên.